# Ramon de Ganagot
Ramon de Ganagot o de Ganegot o de Ganagod o de Gavalgand o de Gavagou (de totes aquestes formes es troba el seu nom als documents) era fill del noble d'igual nom que en temps de l'arquebisbe Oleguer va col·laborar amb Robert Bordet en la repoblació del Camp de Tarragona.
Va participar activament en la reconquesta de Siurana, i per aquesta ajuda va rebre en donació per part de Ramon Berenguer IV el 27 de juny de 1158 el lloc d'Alforja. Aquesta donació, concedia a Guillem i als seus descendents, era en franc alou, i comprenia totes les terres, aigües, pastures, boscos, arbres i tots els drets, exceptuant els del delme i la primícia que el comte de Barcelona es reservava per a ell. La donació era perpètua sempre que els senyors d'Alforja i els seus descendents guardessin jurament de fidelitat a Ramon Berenguer IV, que li va fer la cessió, i als seus descendents. L'arquebisbe Bernat Tort es va reservar, compartint-les amb el comte, les primícies i els delmes.
Ramon de Ganagot havia de repoblar i fortificar la vall d'Alforja, cosa que va fer amb rapidesa, i va atorgar establiments de finques als camperols que s'hi volguessin assentar. L'any 1170 va concedir una carta de població als habitants que ja residien a Alforja i als que hi anessin a residir en un futur. Ramon va ser ajudat en la repoblació pel seu germà Bernat de Ganagot, que signava amb ell la carta de repoblació. També signava Berenguer de Cambrils, senyor de Cambrils, segurament perquè hi havia terres frontereres de difícil assignació, com les partides del Cascol i de la Quadra dels Tascals. El Cascol era una partida situada a l'est dels camins de Riudecols i de Riudoms, a la part més septentrional d'aquest darrer terme. La Quadra dels Tascals era una partida situada a la part limítrof entre els actuals municipis de les Borges del Camp, Riudoms, Botarell, Riudecols i Les Voltes.
L'arquebisbe de Tarragona Guillem de Torroja, el 1173 va entrar en litigi amb Ramon de Ganagot i va voler deixar ben clara la seva suprema autoritat a la vila d'Alforja, indicant que tenia potestat sobre els seus habitants i prenent-se la prerrogativa de nomenar el batlle. Això va provocar plets i enfrontaments entre Ramon i l'arquebisbe, que van durar anys.
A les darreries del segle xii, Alfons el Cast i la seva dona Sança van concedir a Ramon de Ganagot la vall del riu de Cortiella i el poblat de Cortiella, i l'explotació de la mina d'argent que hi havia.
Ramon de Ganagot s'havia casat amb Saurina i va tenir tres filles, Romia, Dolça i Gaia. La primera va ser nomenada hereva de la meitat de la dominicatura d'Alforja quan es va casar el 27 d'agost de 1174 amb Bertran de Castellet, fill del noble homònim que havia estat castlà de Reus. Però el 1196 Ramon de Ganagot va canviar el seu testament i deixava la meitat d'Alforja al seu germà Bernat, i l'altra meitat a la seva filla Romia tot i que Berenguer de Cambrils tenia drets sobre algunes terres d'Alforja. Una concòrdia entre els germans Ganagot i Berenguer va decidir que aquest últim tindria una quarta part de totes les rendes que els senyors d'Alforja cobraven.
Ramon de Ganagot va morir el 1198.